# Ny Librae
Ny Librae är en orange jätte i Vågens stjärnbild. Den går även under Flamsteed-beteckningen 21 Librae.
Ny Librae har visuell magnitud +5,20 och är synlig för blotta ögat vid god seeing.